# Хамида Алимджана (станция метро)
«Хамида Алимджана» (узб. Hamid Olimjon) — станция Ташкентского метрополитена.
Пущена в эксплуатацию 18 августа 1980 года в составе второго участка Чиланзарской линии : «Сквер Амира Тимура» — «Максима Горького».
Расположена между станциями : «Сквер Амира Тимура» и «Пушкинская».

## История
Станция названа в честь узбекского, советского поэта, драматурга, литературного критика, представителя узбекской поэтической классики XX столетия — Хамида Алимджана.

## Характеристика
Станция : односводчатая, мелкого заложения с двумя подземными вестибюлями.

## Оформление
Свод станции разбит поперечными поясами, выполненными из объёмной керамики в национальном стиле.
На платформе станции установлены 9 светильников выполненных из белого мрамора и смальты (художница Ирене Липиене).

На станции несколько панно, на одном из них горельеф Хамида Алимджана (скульптор: И. Джаббаров).

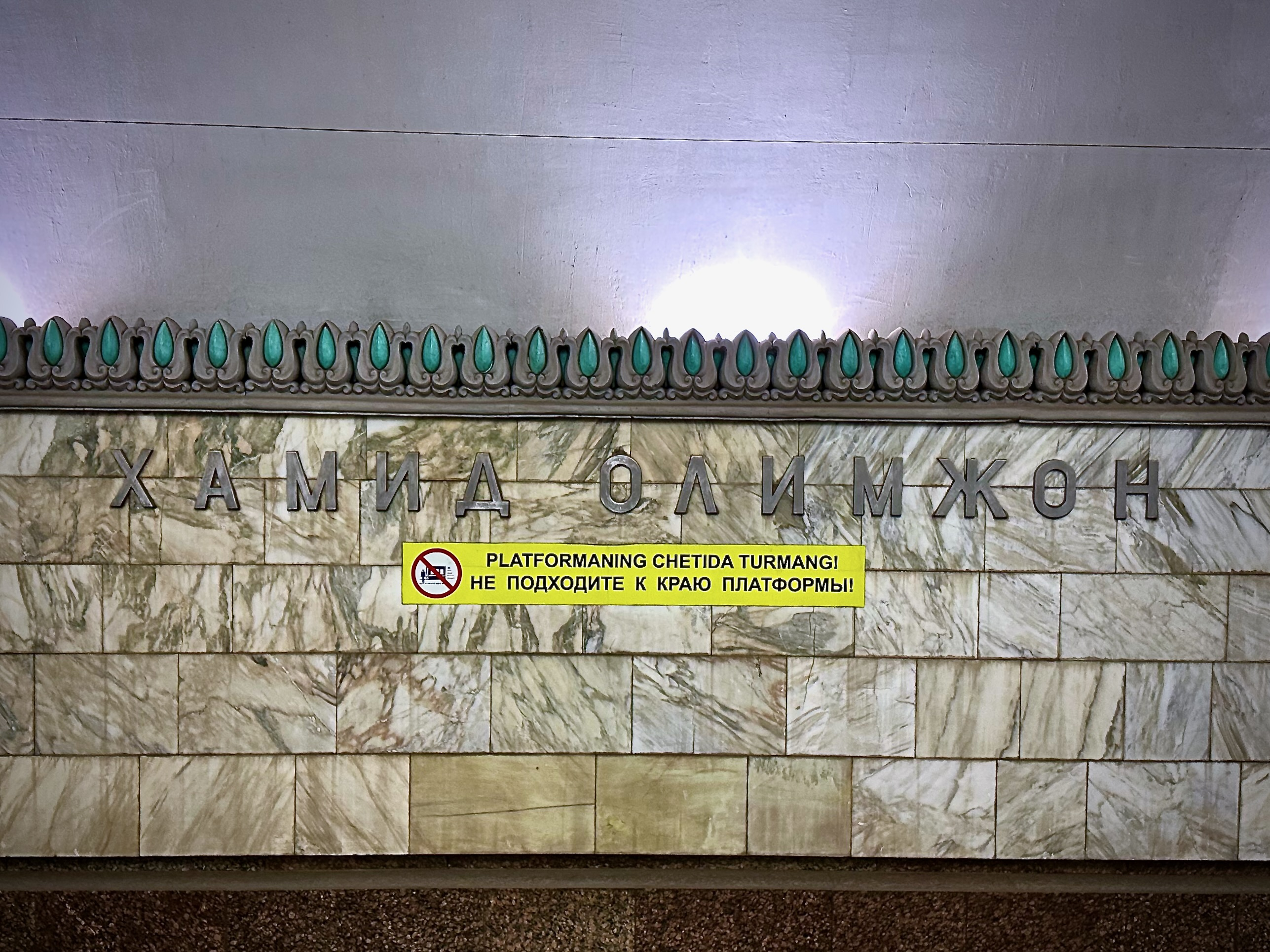
Название станции.
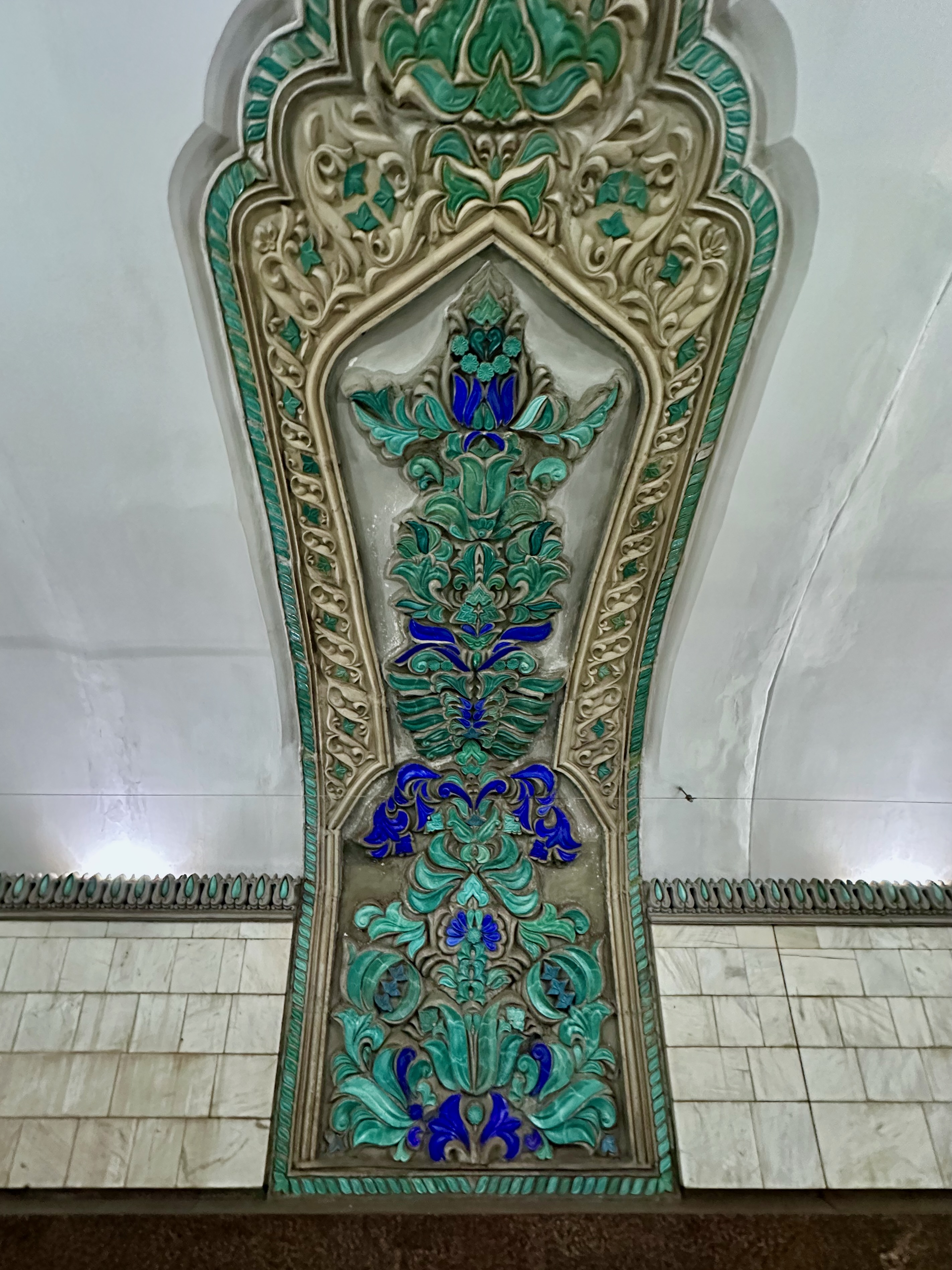
Керамический декор.
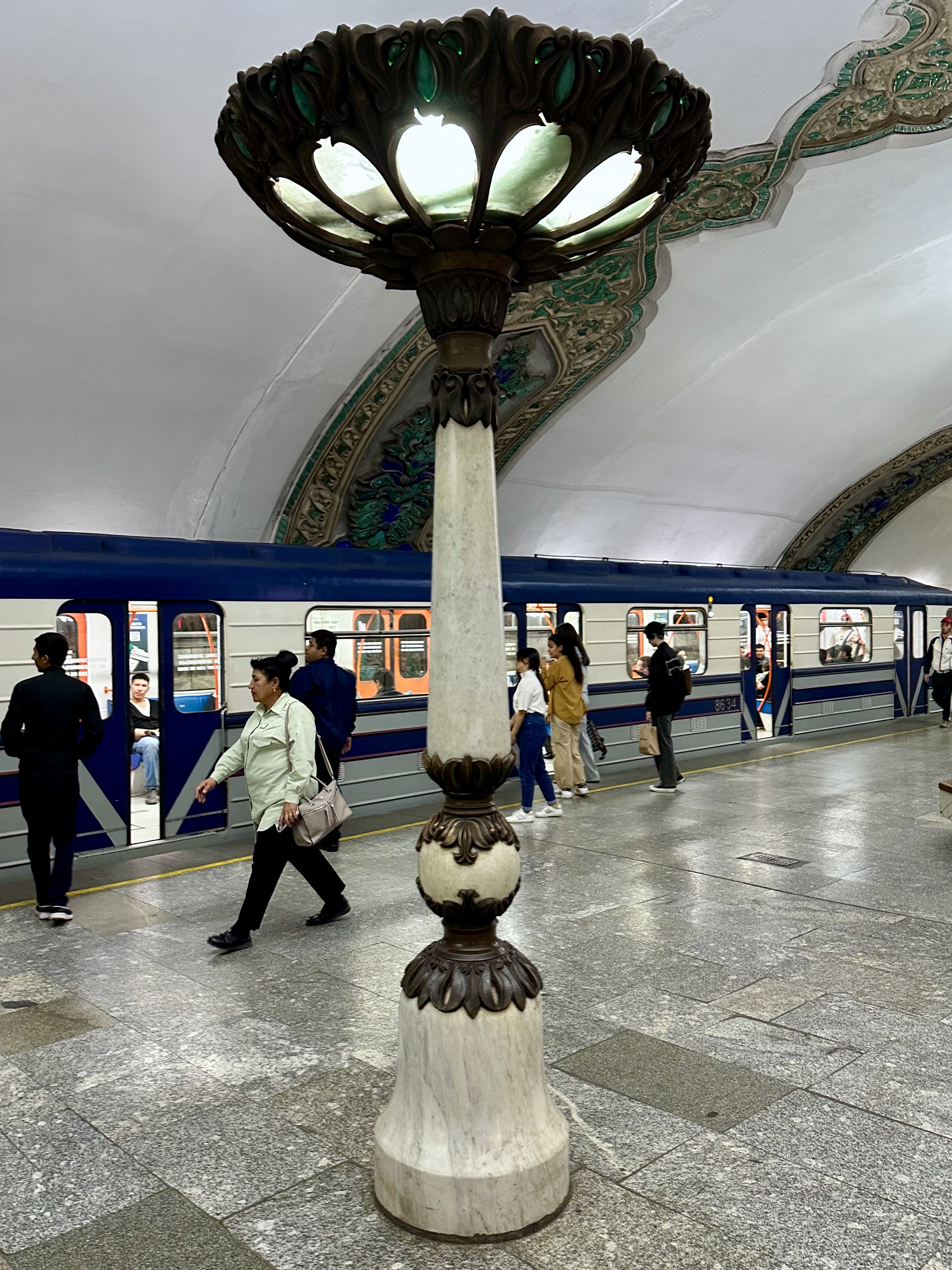
Светильник на платформе.